# Agentura pro sociální začleňování
Agentura pro sociální začleňování je jedním z odborů Sekce bydlení a sociálního začleňování Ministerstva pro místní rozvoj České republiky. Agentura přešla pod Ministerstvo pro místní rozvoj 1. ledna 2020, předtím byla součástí Úřadu vlády České republiky. Je nástrojem vlády České republiky k zajištění podpory obcím v procesu sociální integrace. Zajišťuje meziresortní koordinaci a spolupracuje se subjekty na místní úrovni při začleňování obyvatel sociálně vyloučených lokalit, tzn. soustřeďuje se zejména na romské lokality. Ředitelem Agentury je od 1. června 2018 David Beňák.

## Vznik a právní status
Agentura byla založena de iure usnesením vlády ze dne 23. ledna 2008 č. 85. Šlo tehdy o vládu Mirka Topolánka, která se k vytvoření agentury zavázala ve svém programovém prohlášení. Ministryní pro lidská práva v této vládě byla Džamila Stehlíková, která v úvodu zajišťovala vznik agentury jako odboru na úřadu vlády. Původně nesla název Agentura pro sociální začleňování v romských lokalitách.
Od roku 2011 měla vzniknout agentura jako samostatná instituce s právní subjektivitou, k čemuž však nedošlo. Přípravou návrhu legislativní úpravy byla pověřena ministryně Stehlíková, po níž tento úkol převzal její nástupce Michael Kocáb. Ten v dubnu 2010, již z pozice zmocněnce vlády pro lidská práva, stáhl z projednávání Legislativní rady vlády předložený věcný záměr zákona. Úkol byl odložen do funkčního období následující vlády a místo toho bylo usnesením vlády ze dne 10. května 2010 č. 341 prodlouženo působení agentury jako odboru při úřadu vlády do konce roku 2012.
Úkol přípravy legislativního zajištění agentury se objevil i v programovém prohlášení Fischerovy úřednické vlády. Také následující vláda Petra Nečase ve svém programovém prohlášení počítala s využitím činnosti agentury, její vznik jako samostatného subjektu však premiér nepodpořil. Rozhodnutím vlády č. 570 ze dne 25. července 2012 tak byla činnost agentury znovu prodloužena ve stávající formě, a to až do 31. prosince 2015. Současně byl zkrácen její název: Agentura pro sociální začleňování.
Rozhodnutím vlády č. 552 ze dne 30. července 2019 přešla Agentura s účinností od 1. ledna 2020 pod Ministerstvo pro místní rozvoj.

## Monitorovací výbor
Ministryně Džamila Stehlíková také ustavila poradní orgán, který měl zajišťovat zpětnou vazbu nad působením agentury. Rozhodnutím ministra Michaela Kocába pak byl navržen jako výbor Rady vlády ČR pro záležitosti romské menšiny, což rada schválila dne 23. listopadu 2010. Téhož dne také zvolila předsedkyní výboru Jiřinu Bradovou, která v jeho čele zůstala až do své rezignace dne 30. září 2013.
Monitorovací výbor pro činnost agentury je složen ze zástupců státní správy a samosprávy, odborníků a zástupců nestátních neziskových organizací. Mimo jiné schvaluje výběr lokalit či projektů financovaných z dotačních programů agentury.

## Lokality působnosti
V pilotní fázi do 31. prosince 2009 agentura působila ve 12 vybraných lokalitách: Brno, Přerov, Břeclav, Holešov, Slezská Ostrava, Ústí nad Labem, Most, Cheb, Roudnice nad Labem, Broumov a mikroregiony Jesenicko a Šluknovsko. Výběr lokalit probíhal od srpna 2007 na základě dotazníkového šetření. Dne 12. ledna 2009 byly rozšířeny o třináctou lokalitu, město Litvínov.
Od roku 2010 měla agentura vstoupit do plošné fáze svého působení a být k dispozici i dalším obcím. Na začátku března přibylo dalších 10 měst a obcí vybraných monitorovacím výborem na základě výběrového řízení vyhlášeného na konci roku 2009: Havířov, Kutná Hora, Jirkov, Chomutov, Obrnice, Bruntál, Toužim, Trmice, Jáchymov a Bílina. Zároveň byla ukončena spolupráce s Holešovem. Ostatní pilotní lokality pracovaly s agenturou až do řádného termínu uzavření tříletého programu, 30. června 2011. S šesti z nich byla spolupráce ještě dále prodloužena do konce roku 2012. Od července 2011 nahradily pilotní lokality nově vybrané: Děčín, Duchcov, Hodonín, Kadaň, Kolín, Krupka, Mělník, Sokolov, Vejprty a Větřní. Monitorovací výbor však 30. ledna 2012 rozhodl o vyloučení Duchcova a Chomutova ze spolupráce.
V prosinci 2012 výbor vybral k tříleté spolupráci dalších 17 lokalit. S osmi z nich byla spolupráce navázána od ledna 2013: Nové Sedlo, Odry, Osoblaha, Ralsko, Rumburk/Staré Křečany, Šternberk, Velké Hamry, Žlutice. Zbylých devět přišlo na řadu od července téhož roku: Dubí, Frýdek-Místek, Jaroměř, Kraslice, Krnov, Mikulovice, Moravský Beroun, Poběžovice a Štětí.